# Calicha yangtseina
Calicha yangtseina är en fjärilsart som beskrevs av Eugen Wehrli 1943. Calicha yangtseina ingår i släktet Calicha och familjen mätare. Inga underarter finns listade i Catalogue of Life.